# Puerto Rico a 2020. évi nyári olimpiai játékokon
Puerto Rico a japán Tokióban megrendezett 2020. évi nyári olimpiai játékok egyik részt vevő nemzete volt. Puerto Ricót 15 sportágban 37 sportoló képviselte, akik egy érmet szereztek.

## Érmesek
| Érem  | Versenyző             | Sportág  | Versenyszám   |
| ----- | --------------------- | -------- | ------------- |
| Arany | Jasmine Camacho-Quinn | Atlétika | Női 100 m gát |

## Asztalitenisz
Férfi
| Versenyző      | Versenyszám | 64-es főtábla   | 48-as főtábla | 32-es főtábla | Nyolcaddöntő | Negyeddöntő | Elődöntő | Döntő   |
| -------------- | ----------- | --------------- | ------------- | ------------- | ------------ | ----------- | -------- | ------- |
| Brian Afanador | Egyes       | Lam (HKG) · 3-4 | kiesett       | kiesett       | kiesett      | kiesett     | kiesett  | kiesett |

Női
| Versenyző    | Versenyszám | 64-es főtábla        | 48-as főtábla | 32-es főtábla   | Nyolcaddöntő | Negyeddöntő | Elődöntő | Döntő   |
| ------------ | ----------- | -------------------- | ------------- | --------------- | ------------ | ----------- | -------- | ------- |
| Adriana Díaz | Egyes       |                      |               | Liu (AUT) · 0-4 | kiesett      | kiesett     | kiesett  | kiesett |
| Melanie Díaz | Egyes       | Paranang (THA) · 0-4 | kiesett       | kiesett         | kiesett      | kiesett     | kiesett  | kiesett |

## Atlétika
Férfi
| Versenyző      | Versenyszám | Előfutam | Előfutam | Elődöntő | Elődöntő | Döntő   | Döntő    |
| Versenyző      | Versenyszám | Idő      | Hely.    | Idő      | Hely.    | Idő     | Helyezés |
| -------------- | ----------- | -------- | -------- | -------- | -------- | ------- | -------- |
| Andrés Arroyo  | 800 m       | 1:53,09  | 7.       | kiesett  | kiesett  | kiesett | kiesett  |
| Ryan Sánchez   | 800 m       | 1:47,07  | 7.       | kiesett  | kiesett  | kiesett | kiesett  |
| Wesley Vázquez | 800 m       | 1:49,06  | 7.       | kiesett  | kiesett  | kiesett | kiesett  |

Női
| Versenyző             | Versenyszám | Előfutam | Előfutam | Elődöntő | Elődöntő | Döntő | Döntő                    |
| Versenyző             | Versenyszám | Idő      | Hely.    | Idő      | Hely.    | Idő   | Helyezés                 |
| --------------------- | ----------- | -------- | -------- | -------- | -------- | ----- | ------------------------ |
| Jasmine Camacho-Quinn | 100 m gát   | 12,41    | 1.       | 12,26    | 1.       | 12,37 | 1. helyezett, aranyérmes |

## Birkózás
Férfi
| Versenyző      | Versenyszám       | Nyolcaddöntő               | Negyeddöntő | Elődöntő | Vigaszág | Bronzmérkőzés | Döntő   | Helyezés |
| -------------- | ----------------- | -------------------------- | ----------- | -------- | -------- | ------------- | ------- | -------- |
| Franklin Gómez | 74 kg szabadfogás | Abdurakhmonov (UZB) · 0-10 | kiesett     | kiesett  | kiesett  | kiesett       | kiesett | kiesett  |

## Cselgáncs
Férfi
| Versenyző     | Versenyszám | 32-es főtábla       | Nyolcaddöntő | Negyeddöntő | Elődöntő | Vigaszág elődöntő | Bronzmérkőzés | Döntő   | Helyezés |
| ------------- | ----------- | ------------------- | ------------ | ----------- | -------- | ----------------- | ------------- | ------- | -------- |
| Adrián Gandía | Váltósúly   | Casse (BEL) · 01-11 | kiesett      | kiesett     | kiesett  | kiesett           | kiesett       | kiesett | kiesett  |

Női
| Versenyző      | Versenyszám | 32-es főtábla        | Nyolcaddöntő       | Negyeddöntő | Elődöntő | Vigaszág elődöntő | Bronzmérkőzés | Döntő   | Helyezés |
| -------------- | ----------- | -------------------- | ------------------ | ----------- | -------- | ----------------- | ------------- | ------- | -------- |
| María Pérez    | Középsúly   | Howell (GBR) · 10-00 | Arai (JPN) · 00-10 | kiesett     | kiesett  | kiesett           | kiesett       | kiesett | kiesett  |
| Melissa Mojica | Nehézsúly   | Nunes (POR) · 00-01  | kiesett            | kiesett     | kiesett  | kiesett           | kiesett       | kiesett | kiesett  |

## Evezés
| Versenyző     | Versenyszám | Előfutam | Előfutam | Vigaszág | Vigaszág | Negyeddöntő | Negyeddöntő | Elődöntő | Elődöntő | Elődöntő | Döntő | Döntő   | Döntő | Helyezés |
| Versenyző     | Versenyszám | Idő      | Hely.    | Idő      | Hely.    | Idő         | Hely.       | Típus    | Idő      | Hely.    | Típus | Idő     | Hely. | Helyezés |
| ------------- | ----------- | -------- | -------- | -------- | -------- | ----------- | ----------- | -------- | -------- | -------- | ----- | ------- | ----- | -------- |
| Veronica Toro | Női egypár  | 8:11,57  | 3.       |          |          | 8:35,32     | 6.          | C/D      | 7:53,36  | 5.       | D     | 7:57,22 | 4.    | 22.      |

## Golf
| Versenyző             | Versenyszám | 1. forduló | 2. forduló | 3. forduló | 4. forduló | Összesen | Összesen |
| Versenyző             | Versenyszám | Pont       | Pont       | Pont       | Pont       | Pontszám | Helyezés |
| --------------------- | ----------- | ---------- | ---------- | ---------- | ---------- | -------- | -------- |
| Rafael Campos         | Férfi       | 73         | 73         | 70         | 72         | 288      | 57.      |
| Maria Fernanda Torres | Női         | 73         | 77         | 70         | 67         | 287      | 48.      |

## Gördeszkázás
| Versenyző      | Versenyszám        | Selejtező | Selejtező | Döntő   | Döntő   | Helyezés |
| Versenyző      | Versenyszám        | Pont      | Hely.     | Pont    | Hely.   | Helyezés |
| -------------- | ------------------ | --------- | --------- | ------- | ------- | -------- |
| Steven Piñeiro | Férfi egyéni park  | 76,20     | 6.        | 75,17   | 6.      | 6.       |
| Manny Santiago | Férfi egyéni utcai | 5,45      | 19.       | kiesett | kiesett | kiesett  |

## Kosárlabda
Női
| Puerto Ricói női kosárlabdacsapat-játékoskeret                                                          | Puerto Ricói női kosárlabdacsapat-játékoskeret                                                                      |
| --- | --- |
| - Jennifer O'Neill - Tayra Meléndez - Pamela Rosado - Allison Gibson - Jada Stinson - Dayshalee Salamán | - Jazmon Gwathmey - Isalys Quiñones - Sabrina Lozada-Cabbage - India Pagán - Jacqueline Benítez - Michelle González |

Eredmények
C csoport
| Hely. | Csapat            | M | Gy | V | P+  | P–  | Pk   | P | Továbbjutás |
| ----- | ----------------- | - | -- | - | --- | --- | ---- | - | ----------- |
| 1.    | Kína (CHN)        | 3 | 3  | 0 | 247 | 191 | +56  | 6 | Negyeddöntő |
| 2.    | Belgium (BEL)     | 3 | 2  | 1 | 234 | 196 | +38  | 5 | Negyeddöntő |
| 3.    | Ausztrália (AUS)  | 3 | 1  | 2 | 240 | 230 | +10  | 4 | Negyeddöntő |
| 4.    | Puerto Rico (PUR) | 3 | 0  | 3 | 176 | 280 | −104 | 3 |             |

| 2021. július 27. 21:00 (14:00) | Puerto Rico (PUR)                       | 55–97     | Kína (CHN)                       | Saitama Super Arena, Szaitama Játékvezetők: Takaki Kato (JPN), Maj Forsberg (DEN), Samir Abaakil (MAR) |
| 2021. július 27. 21:00 (14:00) | (17–32, 9–21, 13–18, 16–26) Jegyzőkönyv |           |                                  | Saitama Super Arena, Szaitama Játékvezetők: Takaki Kato (JPN), Maj Forsberg (DEN), Samir Abaakil (MAR) |
| 2021. július 27. 21:00 (14:00) | Rosado 14                               | Pont      | Li Jüe-zsu (Li Yueru) 21         | Saitama Super Arena, Szaitama Játékvezetők: Takaki Kato (JPN), Maj Forsberg (DEN), Samir Abaakil (MAR) |
| 2021. július 27. 21:00 (14:00) | Quiñones 5                              | Lepattanó | Han Hszü (Han Xu) 14             | Saitama Super Arena, Szaitama Játékvezetők: Takaki Kato (JPN), Maj Forsberg (DEN), Samir Abaakil (MAR) |
| 2021. július 27. 21:00 (14:00) | Gwathmey 4                              | Gólpassz  | Huang Sze-csing (Huang Sijing) 7 | Saitama Super Arena, Szaitama Játékvezetők: Takaki Kato (JPN), Maj Forsberg (DEN), Samir Abaakil (MAR) |

| 2021. július 30. 10:00 (3:00) | Belgium (BEL)                           | 87–52     | Puerto Rico (PUR)    | Saitama Super Arena, Szaitama Játékvezetők: Maripier Malo (CAN), Yu Jung (TPE), Kingsley Ojeaburu (NGA) |
| 2021. július 30. 10:00 (3:00) | (23–16, 20–8, 17–13, 27–15) Jegyzőkönyv |           |                      | Saitama Super Arena, Szaitama Játékvezetők: Maripier Malo (CAN), Yu Jung (TPE), Kingsley Ojeaburu (NGA) |
| 2021. július 30. 10:00 (3:00) | Meesseman 26                            | Pont      | Gwathmey 20          | Saitama Super Arena, Szaitama Játékvezetők: Maripier Malo (CAN), Yu Jung (TPE), Kingsley Ojeaburu (NGA) |
| 2021. július 30. 10:00 (3:00) | Meesseman 15                            | Lepattanó | Gwathmey, Meléndez 5 | Saitama Super Arena, Szaitama Játékvezetők: Maripier Malo (CAN), Yu Jung (TPE), Kingsley Ojeaburu (NGA) |
| 2021. július 30. 10:00 (3:00) | Allemand 7                              | Gólpassz  | Rosado 5             | Saitama Super Arena, Szaitama Játékvezetők: Maripier Malo (CAN), Yu Jung (TPE), Kingsley Ojeaburu (NGA) |

| 2021. augusztus 2. 21:00 (14:00) | Ausztrália (AUS)                        | 96–69     | Puerto Rico (PUR)  | Saitama Super Arena, Szaitama Játékvezetők: Alexander Glišić (SRB), Samir Abaakil (MAR), Gizella Györgyi (NOR) |
| 2021. augusztus 2. 21:00 (14:00) | (22–24, 23–20, 23–8, 28–17) Jegyzőkönyv |           |                    | Saitama Super Arena, Szaitama Játékvezetők: Alexander Glišić (SRB), Samir Abaakil (MAR), Gizella Györgyi (NOR) |
| 2021. augusztus 2. 21:00 (14:00) | Tolo 26                                 | Pont      | Gwathmey 26        | Saitama Super Arena, Szaitama Játékvezetők: Alexander Glišić (SRB), Samir Abaakil (MAR), Gizella Györgyi (NOR) |
| 2021. augusztus 2. 21:00 (14:00) | Tolo 17                                 | Lepattanó | Gibson, Gwathmey 6 | Saitama Super Arena, Szaitama Játékvezetők: Alexander Glišić (SRB), Samir Abaakil (MAR), Gizella Györgyi (NOR) |
| 2021. augusztus 2. 21:00 (14:00) | Mitchell 6                              | Gólpassz  | Meléndez, Rosado 3 | Saitama Super Arena, Szaitama Játékvezetők: Alexander Glišić (SRB), Samir Abaakil (MAR), Gizella Györgyi (NOR) |

## Lovaglás
Lovastusa
| Versenyző     | Ló                      | Versenyszám | Díjlovaglás | Díjlovaglás | Lovastusa | Lovastusa | Lovastusa | Díjugratás | Díjugratás | Díjugratás | Díjugratás | Díjugratás | Díjugratás | Végeredmény | Végeredmény |
| Versenyző     | Ló                      | Versenyszám | Díjlovaglás | Díjlovaglás | Lovastusa | Lovastusa | Lovastusa | Selejtező  | Selejtező  | Selejtező  | Döntő      | Döntő      | Döntő      | Végeredmény | Végeredmény |
| Versenyző     | Ló                      | Versenyszám | Büntetés    | Hely        | Büntetés  | Össz.     | Hely      | Büntetés   | Össz.      | Hely       | Büntetés   | Össz.      | Hely       | Büntetés    | Hely        |
| ------------- | ----------------------- | ----------- | ----------- | ----------- | --------- | --------- | --------- | ---------- | ---------- | ---------- | ---------- | ---------- | ---------- | ----------- | ----------- |
| Lauren Billys | Castle Larchfield Purdy | Egyéni      | 39,90       | 54.         | kiesett   | kiesett   | kiesett   | kiesett    | kiesett    | kiesett    | kiesett    | kiesett    | kiesett    | kiesett     | kiesett     |

## Műugrás
| Versenyző       | Versenyszám              | Selejtező | Selejtező | Elődöntő | Elődöntő | Döntő   | Döntő    |
| Versenyző       | Versenyszám              | Pont      | Helyezés  | Pont     | Helyezés | Pont    | Helyezés |
| --------------- | ------------------------ | --------- | --------- | -------- | -------- | ------- | -------- |
| Rafael Quintero | Férfi egyéni toronyugrás | 396,90    | 12.       | 397,55   | 14.      | kiesett | kiesett  |

## Ökölvívás
| Versenyző      | Versenyszám   | Selejtező              | Nyolcaddöntő | Negyeddöntő | Elődöntő | Döntő   | Helyezés |
| -------------- | ------------- | ---------------------- | ------------ | ----------- | -------- | ------- | -------- |
| Yankiel Rivera | Férfi légsúly | Biboszinov (KAZ) · 1-4 | kiesett      | kiesett     | kiesett  | kiesett | kiesett  |

## Sportlövészet
| Versenyző       | Versenyszám              | Selejtező | Selejtező | Döntő   | Döntő   |
| Versenyző       | Versenyszám              | Pont      | Hely      | Pont    | Hely    |
| --------------- | ------------------------ | --------- | --------- | ------- | ------- |
| Yarimar Mercado | Női sportpuska összetett | 1157      | 28.       | kiesett | kiesett |

## Taekwondo
| Versenyző          | Versenyszám | Nyolcaddöntő         | Negyeddöntő | Elődöntő | Vígaszág | Bronzmérkőzés | Döntő   | Hely    |
| ------------------ | ----------- | -------------------- | ----------- | -------- | -------- | ------------- | ------- | ------- |
| Victoria Stambaugh | Női légsúly | Semberg (ISR) · 2-22 | kiesett     | kiesett  | kiesett  | kiesett       | kiesett | kiesett |

## Úszás
| Versenyző      | Versenyszám        | Előfutam | Előfutam | Előfutam | Elődöntő | Elődöntő | Elődöntő | Döntő   | Döntő    |
| Versenyző      | Versenyszám        | Idő      | Hely.    | Össz.    | Idő      | Hely.    | Össz.    | Idő     | Helyezés |
| -------------- | ------------------ | -------- | -------- | -------- | -------- | -------- | -------- | ------- | -------- |
| Jarod Arroyo   | Férfi 200 m vegyes | 2:01,92  | 7.       | 39.      | kiesett  | kiesett  | kiesett  | kiesett | kiesett  |
| Jarod Arroyo   | Férfi 400 m vegyes | 4:17,46  | 5.       | 22.      |          |          |          | kiesett | kiesett  |
| Miriam Sheehan | Női 100 m pillangó | 1:02,49  | 6.       | 31.      | kiesett  | kiesett  | kiesett  | kiesett | kiesett  |
| Miriam Sheehan | Női 100 m gyors    | 56,64    | 7.       | 38.      | kiesett  | kiesett  | kiesett  | kiesett | kiesett  |

## Vitorlázás
| Versenyző                       | Versenyszám | Futam | Futam | Futam | Futam | Futam | Futam | Futam | Futam | Futam | Futam | Futam | Futam | Futam   | Pontszám | Helyezés |
| Versenyző                       | Versenyszám | 1     | 2     | 3     | 4     | 5     | 6     | 7     | 8     | 9     | 10    | 11    | 12    | É       | Pontszám | Helyezés |
| ------------------------------- | ----------- | ----- | ----- | ----- | ----- | ----- | ----- | ----- | ----- | ----- | ----- | ----- | ----- | ------- | -------- | -------- |
| Enrique Figueroa Gretchen Ortiz | Nacra 17    | 15    | 16    | 16    | 18    | 18    | 19    | 4     | 17    | 19    | 15    | 18    | 18    | kiesett | 174      | 17.      |